# Abelisaurus
Abelisaurus byl rod velkého masožravého dinosaura (teropoda) z čeledi Abelisauridae (které dal jméno) a kladu Furileusauria. Známý je jen z jedné téměř kompletní lebky dlouhé přibližně 86 cm. Žil v období svrchní křídy, přibližně před 83 až 80 milióny let, na území dnešní Argentiny. Dalším známým abelisauridem je později žijící Carnotaurus, který byl rovněž objeven v Argentině a jehož neúplný nález byl hlášen z roku 1988 z Francie (může se však jednat i o jiný rod).

## Popis
Abelisaurus je jedním z mnoha dinosaurů, jejichž fosilní pozůstatky byly objeveny v Patagonii (souvrství Anacleto v provincii Rio Negro). Patřil k dominantním masožravcům svých ekosystémů. Měl charakteristicky vysokou lebku a velmi krátké přední končetiny. Nohy byly silné, uzpůsobené k rychlému běhu. Při délce kolem 9 až 11 metrů dosahoval hmotnosti asi 2000 až 3000 kilogramů.
Největší dosud známou fosilní stopou teropodního dinosaura je exemplář dlouhý 115 cm, objevený roku 2016 na území Bolívie. Původce obří stopy patřil pravděpodobně mezi abelisauridní teropody a žil v době před 80 miliony let. Jeho délka mohla přesahovat 12 metrů a podle mínění některých paleontologů mohl být původcem stopy právě obří exemplář druhu Abelisaurus comahuensis.